# Emblème de l'Érythrée
L'emblème de l'Érythrée fut adopté le 24 mai 1993, lors de l'indépendance du pays. Il montre un dromadaire entouré d'une couronne de feuilles d'olivier. Au fond, sur un parchemin, on peut lire le nom du pays dans ses langues officielles – anglais au centre, tigrinya à gauche et arabe à droite.

## Histoire

Lion conquérant de Juda, emblème de l'Empire d'Abyssinie de 990 à 1974
Armoiries impériales de l'Empire éthiopien (Abyssine)
Armoiries de la colonie et de la province d'Érythrée de 1936 à 1941
Armoiries de la l'administration britannique d'Érythrée de 1941 à 1952
Emblème de l'Érythrée de 1952 à 1962
Emblème du Derg de 1974 à 1987
Emblème de la République populaire démocratique d'Éthiopie de  1987 à 1991